# Дамбинова, Светлана Александровна
Светла́на Алекса́ндровна Дамбинова (род. 15 марта 1949 года, Иркутская область) — советский и российский нейробиолог, нейрохимик, доктор биологических наук, профессор, заслуженный деятель науки Республики Бурятия (1996) и России (1998). Известна в мире по исследованиям глутаматных рецепторов. Лаборатория биомаркеров Медицинский центр «Декалб», Атланта, США. Научный руководитель Интернационального проекта кафедры неврологии ПСПБГМУ им. И. П. Павлова.

## Биография
Училась в школе в городе Улан-Удэ, в 1966 г. окончила школу с серебряной медалью.
Окончила Иркутский государственный университет по специальности «химия природных соединений» (1971), затем прошла двухлетнюю стажировку в Сибирском институте физиологии и биохимии растений Российской Академии Наук (РАН). Аспирантура Институт экспериментальной медицины (ИЭМ) РАМН.
В 1976 г. защитила кандидатскую диссертацию «Синтез гистонов в денервированной скелетной мышце и нейротрофическая регуляция» по специальности «биохимия».
В Ленинграде по приглашению директора ИЭМ АМН СССР академика Натальи Петровны Бехтеревой продолжила научную работу в Институте Экспериментальной Медицины, Отдел нейрофизиологии человека, для изучения физиолого-биохимических коррелятов деятельности мозга человека.
В 1980 г. организовала лабораторию функциональной нейрохимии, а в 1985 г. ей была присуждена степень доктора биологических наук и в 1987 г. — звание профессора.
В Институте Экспериментальной Медицины подготовила 30 кандидатов и 5 докторов наук. В 1990 году возглавила лабораторию молекулярной нейробиологии во вновь организованном Институте мозга человека РАН, где в тесном сотрудничестве с Н. П. Бехтеревой (1980—2000 гг.) изучала влияние глубокой интракраниальной электростимуляции на протекающие в головном мозге биохимические процессы в норме и патологии.
В 1990 г. прошла стажировку в США в Национальном Институте Здоровья (NIH), где приняла участие в программе, посвященной генетике глутаматных рецепторов, осуществлявшейся в Национальном институте неврологических заболеваний и инсульта (NINDS). После возвращения в Россию продолжила изучение роли глутаматных рецепторов в клинической патологии мозга и в связи с болевой чувствительностью.
Избиралась президентом Российского нейрохимического общества (1994—2004) и членом Совета Европейского нейрохимического общества (1994—1998)
В 2000 г. переехала в США, где организовала лабораторию в медицинском центре Декалб (Атланта). Исследования за рубежом проводит под эгидой кафедры неврологии и нейрохирургии Санкт-Петербургского государственного медицинского университета им. акад. И. П. Павлова, являясь научным руководителем Интернационального проекта в академической группе академика А. A. Скоромца.

## Научная деятельность
С 1990 г. занималась исследованиями и разработкой глутаматных рецепторов, в том числе NMDA рецепторов, AMPA рецепторов. Результаты её работы представлены в известных международных рецензируемых журналах(см. Публикации). Опубликовано более 300 научных работ, в том числе книги «Нейрорецепторы глутамата» (1989), «Успехи функциональной нейрохимии» (2003), «Biomarkers of Traumatic Brain Injury» (2012) «Биомаркеры церебральной Ишемии» (2013) готовится к выпуску на английском языке монография «Биохимические маркеры церебральной ишемии: деградация NMDA-рецепторов и разработка диагностических тестов для анализа крови пациентов».
В период с 1993 по 2005 г. ею было запатентовано 36 изобретений в области лабораторной диагностики и фармакологии, из которых 16 были переданы в промышленное производство.
Общественные награды:
- За достижения в исследовании биомаркеров для диагностики инсульта и нейротравмы (Американская ассоциация клинической химии 2003—2004;
- Звание «Выдающийся профессор», присужденное Университетом Kеннесау (штат Джорджиа, США)Университет Кеннесау, С. А. Дамбинова.
- «Отличник здравоохранения» (1988)
- Медаль «Ветеран труда»[12]

Является членом Американской ассоциации кардиологов Архивная копия от 23 августа 2017 на Wayback Machine, Национальной и интернациональной ассоциаций по борьбе с инсультом, Европейского и Международного нейрохимических обществ, Американской ассоциации по клинической химии, Национального общества США по проблеме нейротравмы.

## Публикации
1. Gusev E.I., Skvortsova V.I., Dambinova S.A., et al. Neuroprotective effects of glycine for therapy of acute ischemic stroke. Cerebrovasc Diseases. 2000; 10:49-60.
2. Хунтеев Г. А., Заволоков И. Г., Черкас Ю. В., Дамбинова С. А. Практическое значение определения уровня аутоантител к NMDA-типу глутаматных рецепторов в диагностике хронических расстройств мозгового кровообращения. Ж неврологии и психиатрии им. С. С. Корсакова. 2001;11:44-47.
3. Dambinova S.A., Khounteev G.A., Skoromets A.A. Multiple panel of biomarkers for TIA/stroke evaluation. Stroke. 2002; 33(5):1181-1182.
4. Dambinova S.A., Khounteev G.A., Izykenova G.A., Zavolokov I.G., Ilyukhina A.Y., Skoromets A.A. Blood test detecting autoantibodies to N-methyl-D-aspartate neuroreceptors for evaluation of patients with transient ischemic attack and stroke. Clin Chem. 2003;49:1752-62.
5. Dambinova S A. «A new brain marker for laboratory assessment of TIA/stroke», IVD Technol., 2004; 10:43-51.
6. Bokesch P.M., Izykenova G.A., Justice J.B., Easley K.A., Dambinova S.A.. NMDA receptor antibodies predict adverse neurological outcome after cardiac surgery in high-risk patients. Stroke. 2006;37:1432-1436
7. Dambinova S.A. Biomarkers for transient ischemic attack (TIA) and ischemic stroke. Clin Lab Int. 2008; 32(7):7-10. (недоступная ссылка)
8. Гранстрем О. К., Дамбинова С. А., Дьяконов М. М., и др. Динамика биомаркёров ишемизации мозга при дискуляторной энцефалопатии на фоне лечения кортексином. Медлайн-экспресс. 2009; 4-5(203):29-33.
9. Скоромец А. А., Дамбинова С. А., Дьяконов М. М., и др. Биохимические маркёры в диагностике ишемии головного мозга. Междунар неврол ж. 2009;5(27):15-20.
10. Скоромец А. А., Дамбинова С. А., Дьяконов М. М., и др. Новые биомаркёры поражений мозга. Нейроиммунол. 2009; 7(2):18-23.
11. Дамбинова С. А., Скоромец А. А., Скоромец А.P., Скоромец T.А., Шумилина М. В. Значение биохимических маркёров в диагностике ишемических инсультов. Ж неврологии и психиатрии им. С. С. Корсакова. 2010;110 (9.2):24-29..
12. Weissman J.D., Khunteev G.A., Heath R, Dambinova S.A. NR2 Antibodies: Risk Assessment of Transient Ischemic Attack (TIA)/Stroke in Patients with History of Isolated and Multiple Cerebrovascular Events. J Neurol Sci. 2011; 300(1-2):97-102.
13. Дамбинова С. А., Скоромец А. А., Скоромец А. П. Бимаркеры церебральной ишемии: Разработка, исследование и практика. Изд-во «Коста», Санкт-Петербург. 2013, 334 c.